# UNC Greensboro Spartans

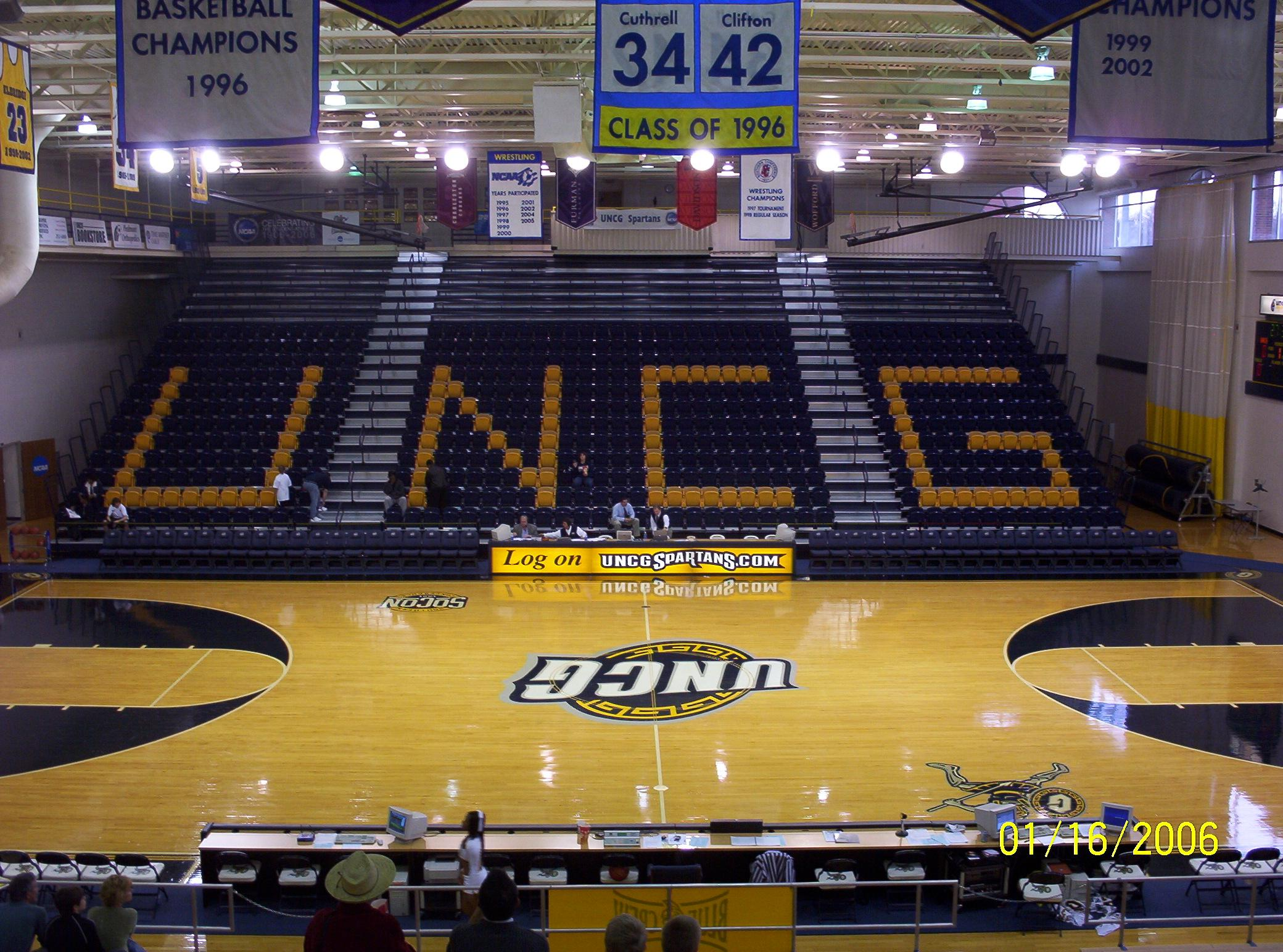
Fleming Gymnasium.

UNC Greensboro Spartans (español: Espartanos de la Universidad de Carolina del Norte en Greensboro) es el equipo deportivo de la Universidad de Carolina del Norte en Greensboro, situada en Greensboro, Carolina del Norte. Los equipos de los Spartans participan en las competiciones universitarias organizadas por la NCAA, y forman parte de la Southern Conference.

## Apodo
El apodo de espartanos fue adoptado por los propios atletas de la universidad en el año 1967. Los equipos femeninos pronto les seguirían, apropiándose como mascota la estatua griega de Minerva, que hoy en día forma parte del logo de la universidad.

## Programa deportivo
Los Spartans participan en las siguientes modalidades deportivas:
| - Masculino - Baloncesto - Béisbol - Fútbol - Tenis - Cross - Golf - Lucha libre - Atletismo | - Femenino - Cross - Baloncesto - Golf - Fútbol - Voleibol - Softball - Tenis - Atletismo |

### Baloncesto
El equipo masculino de baloncesto de Greensboro ha llegado en dos ocasiones al torneo de la NCAA, la última de ellas en 2001, pero no consiguió pasar en ninguna de ellas de primera ronda. Ese mismo año ganó su único título de la Southern Conference. Ninguno de sus jugadores ha llegado a la NBA.